# سورن پیلمارک
سورن پیلمارک (دانمارکی: Søren Pilmark؛ زادهٔ ۱۶ اکتبر ۱۹۵۵) بازیگر اهل دانمارک است.
از فیلم‌ها یا مجموعه‌های تلویزیونی  که وی در آن نقش داشته‌است، می‌توان به وایکینگ‌ها، قلمرو، غایب و نورهای سوسوزننده اشاره کرد.